# Washington Blanchard

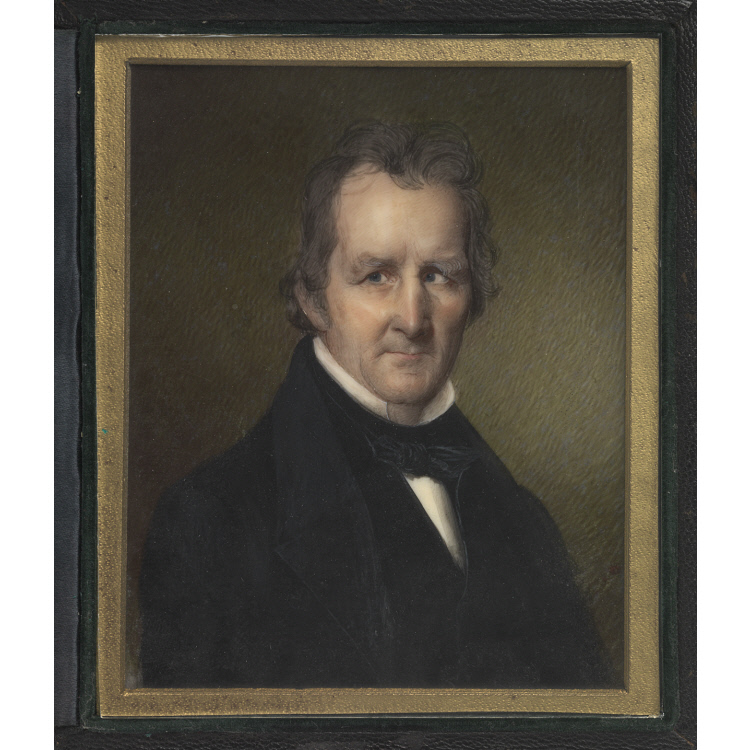
Washington Blanchard: Benjamin Tappan. National Portrait Gallery

Washington Blanchard (* 1808 in Cambridge, Massachusetts, USA; † 1855 in Boston, Massachusetts) war ein US-amerikanischer Miniaturmaler und Lithograf des 19. Jahrhunderts.

## Leben

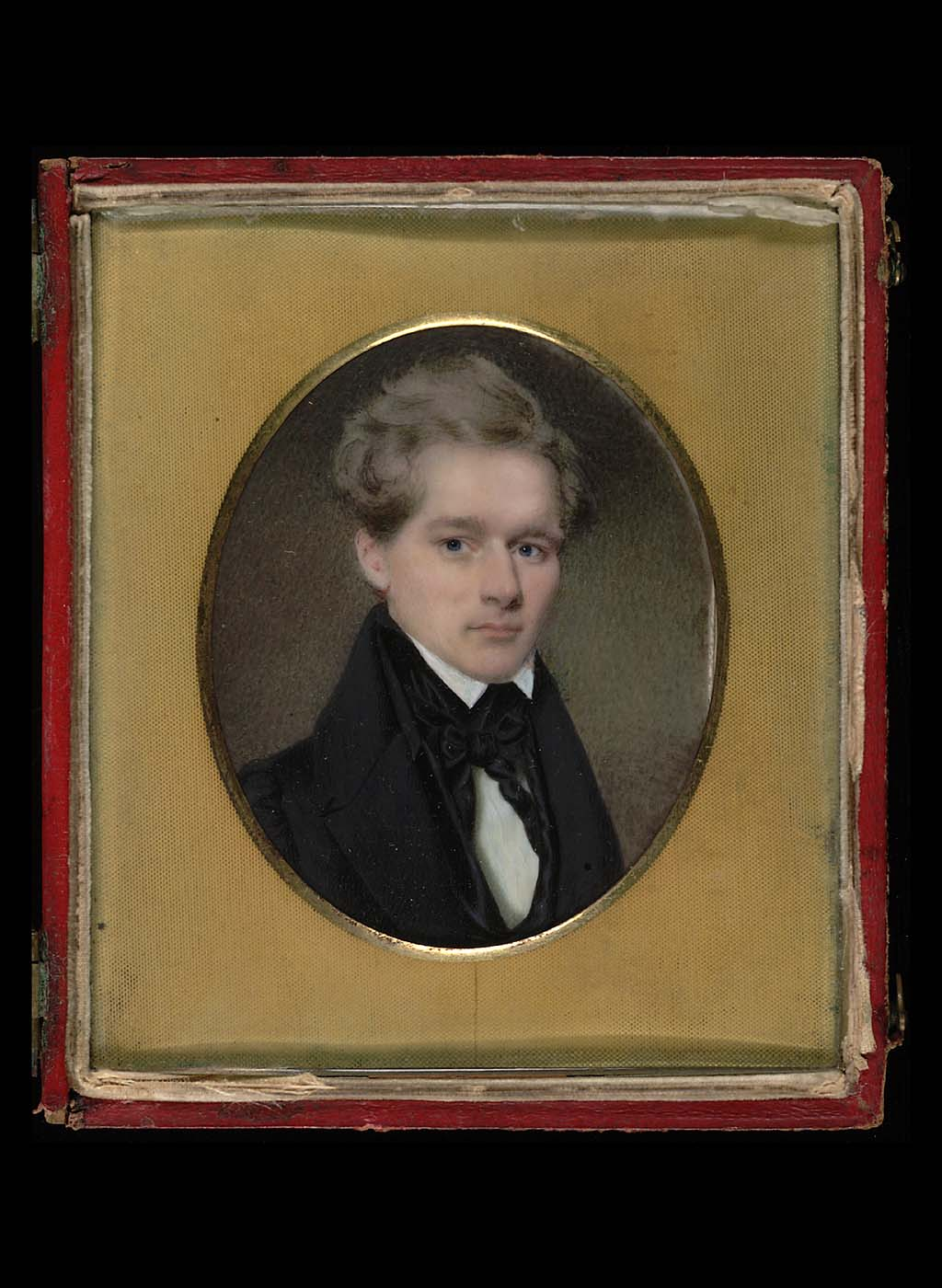
Washington Blanchard: William Parsons II, of Gloucester, Massachusetts. Smithsonian American Art Museum

Washington Blanchard wurde 1808 in Cambridge bei Boston geboren. Er arbeitete neben der Malerei von Miniaturen als Lithograf für Porträts bei der Senefelder Lithographic Company und bei Pendleton’s Lithography in Boston. Er stellte 1835 und 1836 Miniaturen in der Athenaeum Gallery in Boston aus und fertigte dort Kopien von Gemälden an. Obwohl Blanchard den Großteil seines Lebens in Boston verbrachte, reiste er im Winter 1838/39 nach Richmond, 1841 nach Philadelphia, im Januar 1844 nach Charleston und 1849/50 nach Hartford. Er malte Miniaturen von bedeutenden Staatsmännern wie John C. Calhoun (ca. 1830–35, New-York Historical Society), Henry Clay (1842, Corcoran Gallery of Art, Washington, D.C.) und Silas Wright Jr. (1842, New-York Historical Society). Seine Arbeiten sind in bedeutenden Sammlungen wie dem Metropolitan Museum und dem Smithsonian American Art Museum sowie in Privatsammlungen vertreten.